# Lo chiameremo Andrea
Pour plus de détails, voir Fiche technique et Distribution.
Lo chiameremo Andrea (littéralement « nous l'appellerons Andrea ») est un film italien réalisé par Vittorio De Sica, sorti en 1972.

## Synopsis
Paolo et Maria sont deux instituteurs qui s'aiment, mais ne peuvent pas avoir d'enfant. Après des enquêtes approfondies, ils apprennent que la stérilité est due à de petites imperfections organiques, qui peuvent être surmontées par un changement de mode de vie. En prenant toutes les précautions nécessaires, y compris une tente à oxygène pour éviter la pollution atmosphérique due à une cimenterie voisine, elle tombera enceinte, mais ce ne sera qu'une grossesse nerveuse qu'elle ne pourra pas avouer à son mari.

## Fiche technique
- Titre : Lo chiameremo Andrea
- Réalisation : Vittorio De Sica
- Scénario : Cesare Zavattini ainsi que Piero De Bernardi et Leonardo Benvenuti (collaborateurs)
- Musique : Manuel De Sica
- Photographie : Ennio Guarnieri
- Montage : Adriana Novelli
- Production : Marina Cicogna et Arthur Cohn
- Société de production : Verona Produzione
- Pays :  Italie
- Genre : Comédie
- Durée : 102 minutes
- Dates de sortie : 
  -  Italie : 14 octobre 1972

## Distribution
- Nino Manfredi : Paolo Antonazzi
- Mariangela Melato : Maria Ambrogini Antonazzi
- Giulio Baraghini : Spadacci
- Maria-Pia Casilio : Bruna Parini
- Guido Cerniglia : Arturo Soriani
- Solveyg D'Assunta : la mère Nino
- Donato Di Sepio : Mariani